# ويليام دبليو. نورتن
ويليام دبليو. نورتن (بالإنجليزية: William W. Norton)‏ هو كاتب سيناريو أمريكي، ولد في 24 سبتمبر 1925 في أوغدن في الولايات المتحدة، وتوفي في 1 أكتوبر 2010 في سانتا باربارا في الولايات المتحدة.

## وصلات خارجية
- ويليام دبليو. نورتن على موقع IMDb (الإنجليزية)
- ويليام دبليو. نورتن على موقع قاعدة بيانات الفيلم (الإنجليزية)